# Amynthas panhai
Amynthas panhai — вид ґрунтових малощетинкових червів родини мегасколецид (Megascolecidae). Описаний у 2023 році.

## Поширення
Ендемік Лаосу. Мешкає у тропічному лісі на півночі країни.

## Опис
Відрізняється від інших представників роду лише будовою статевих органів та деяких внутрішніх органів.